# Ягублу, Тофик Рашид оглы
То́фик Раши́д оглы Ягублу́ (азерб. Tofiq Rəşid oğlu Yaqublu; род. 6 февраля 1961, Шуа-Болниси, Болнисский район) — азербайджанский политический деятель. Заместитель председателя партии «Мусават» (2010—2018). Член координационного центра Национального совета демократических сил. Участник Первой карабахской войны.
Неоднократно задерживался и пребывал в заключении, «Amnesty International» признала Ягублу узником совести.

## Ранняя жизнь
Родился 6 февраля 1961 года в азербайджанском селе Инджаоглу (ныне Шуа-Болниси) на территории Грузинской ССР. До 1989 года являлся членом КПСС. В 1989 году подал заявление о выходе из членства КПСС. Принимал участие в Первой карабахской войне. Дважды представлялся к званию Национального героя Азербайджана, но по различным причинам не был награждён. В 2012 году интернет-газета «Ени Мусават» начала публикацию боевого дневника Ягублу периода Карабахской войны.

## Политическая деятельность
В 1992 году вступил в «Мусават». В период президентства Абульфаза Эльчибея являлся первым заместителем главы исполнительной власти Бинагадинского района г. Баку.
В 1998 году за участие в массовых акциях был приговорён к двум годам лишения свободы условно.
23 января 2013 года задержан за участие в оппозиционных акциях против азербайджанской власти и организацию протестов в Исмаиллы. 4 февраля 2013 года Шекинским судом по тяжким преступлениям приговорён к 5 годам лишения свободы. 17 марта 2016 года указом Президента был помилован.
В 2014 году Шекинский суд по тяжким преступлениям приговорил Ягублу к пяти годам тюремного заключения, официально за подстрекательство к массовому насилию.

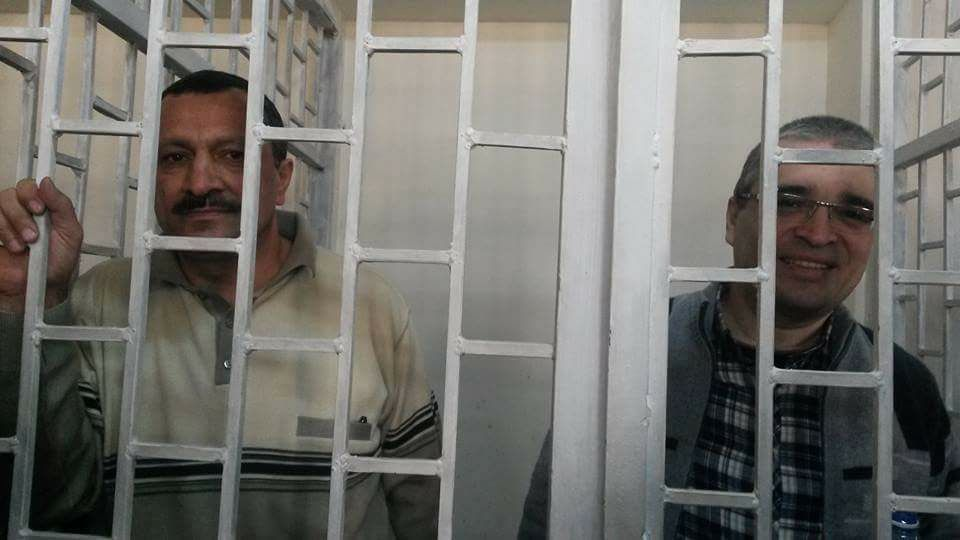
Тофиг Ягублу и Ильгар Мамедов в 2014

В октябре 2019 года Ягублу был задержан на 30 дней, официально за невыполнение распоряжений полиции в ходе мирных протестов.
22 марта 2020 года арестован по обвинению в хулиганстве. Согласно обвинению, он являлся виновником автомобильной аварии на рынке «8 километр», после этого оскорбил и нанёс телесные повреждения водителю пострадавшей машины и его жене. 3 сентября 2020 года Низаминским районным судом г. Баку приговорён к четырём годам и трём месяцам лишения свободы. В своём заключительном слове 2 сентября Ягублу обвинил суд в фабрикации обвинений и политическом заказе. В знак протеста против этого он начал голодовку. 12 сентября Ягублу был переведён из следственного изолятора в госпиталь «City Hospital». После 17 дней голодовки Бакинский апелляционный суд заменил меру пресечения Ягублу на домашний арест. Ягублу прекратил голодовку, покинул госпиталь и отправился домой после решения суда. 15 июля 2021 года наказание в виде лишения свободы было заменено на условный срок.
14 декабря 2023 года был задержан по обвинению в подделке официальных документов и мошенничестве в крупном размере. 15 декабря был арестован на 4 месяца. 10 марта 2025 года Бакинским судом по тяжким преступлениям приговорён к 9 годам лишения свободы.

## Личная жизнь
В 2012—2013 годах дочь Ягублу, Нигяр Гази, также находилась в заключении. 
23 апреля 2015 года в Томске во время нахождения Ягублу в заключении, в возрасте 25 лет от гепатита скончалась его другая дочь, Наргиз. Наргиз являлась активисткой молодёжного движения партии «Мусават».